# دوازده‌مثلث وجهی

دوازده‌مثلث وجهی

در هندسه ، دوازده‌مثلث وجهی یک جسم کاتالان با ١٢ وجه مثلثی ،١٨ یال و ٨   رأس است. هر جسم کاتالان مزدوج جسمی ارشمیدسی است.دوازده‌مثلث وجهی مزدوج چهاروجهی بریده‌شده است.
دوازده‌مثلث وجهی را می توان به صورت یک چهاروجهی دید که هرمی مثلثی به هر وجهش اضافه شده است.